# Велішоара (Караш-Северін)
Велішоара (рум. Vălișoara) — село у повіті Караш-Северін в Румунії. Входить до складу комуни Букошніца.
Село розташоване на відстані 315 км на захід від Бухареста, 31 км на схід від Решиці, 95 км на південний схід від Тімішоари.

## Населення
За даними перепису населення 2002 року у селі проживали 744 особи, з них 741 особа (99,6%) румунів. Рідною мовою 741 особа (99,6%) назвала румунську.